# Hällnäs sanatorium

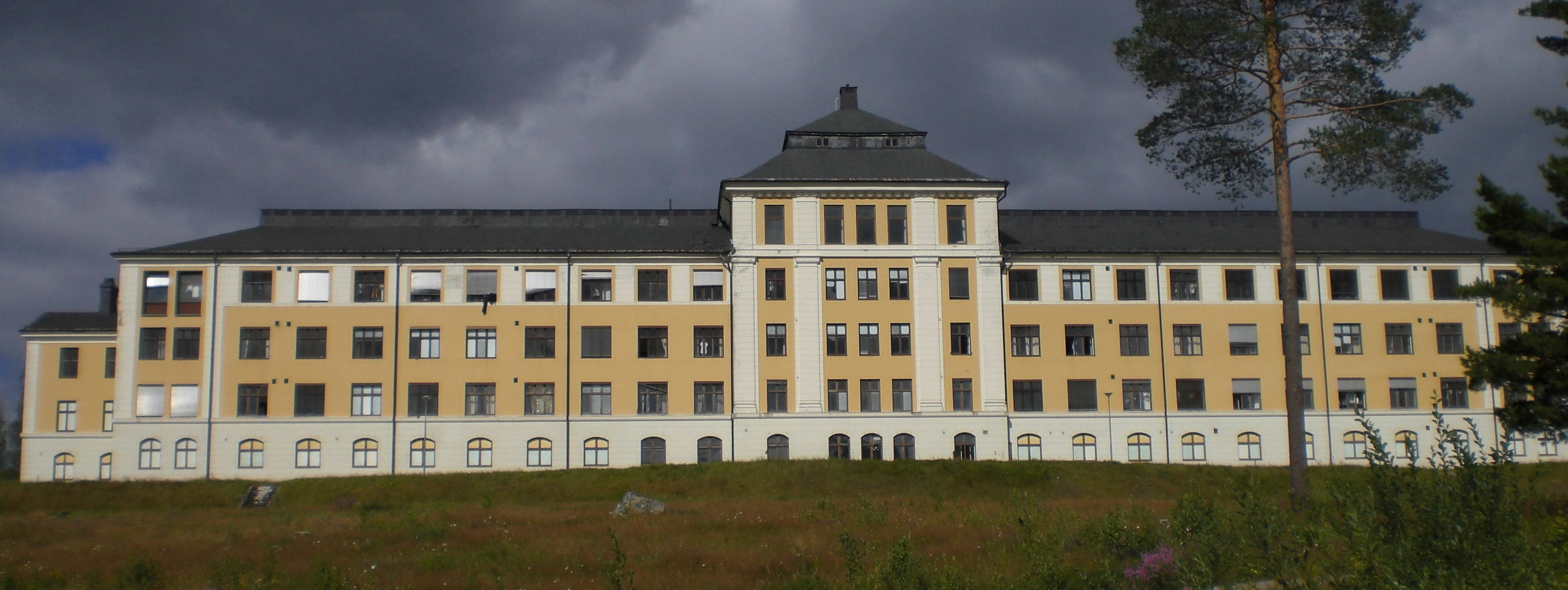
Hällnäs sanatorium

Hällnäs sanatorium (Centralsanatoriet i Hällnäs) var en sjukvårdsinrättning vid Hällnäs i Vindelns kommun i Västerbotten. 

## Sjukhuset
Det första förslaget till ett sanatorium i Västerbotten väcktes i landstinget 1904 men först 1926 invigdes Västerbottens läns centralsanatorium, kallat Hällnäs sanatorium för behandling av lungtuberkulos. Det byggdes på en höjd över Vindelälven, 273 meter över havet. Sanatoriet är i sin stil tidstypiskt. Byggnadens arkitekt var Klas Boman och byggmästare var Strömberg och Bäckström från Umeå. Programförfattare var överläkare Arvid Labatt från Arvika. Det var ett av de största tuberkulosanläggningarna i Sverige vid invigningen, med plats för 208 patienter. Sanatoriet byggdes sedan ut i flera etapper för att 1951 som mest hålla 385 platser. En särskild barnavdelning med 54 platser fanns. Sanatoriet hade eget vattenkraftverk, vattentorn, skola, röntgen, operationsrum, glasmästeri samt bageri. Sanatoriet hade en egen hållplats ("hoppets perrong") vid Stambanan genom övre Norrland. År 1941 drabbades sanatoriet av en gulsotsepidemi med 180 sjukdomsfall bland patienter, personal och anhöriga. En brunn på sanatorieområdet hade förorenats av en brusten avloppsledning. Under 1950- och 1960-talen minskade tuberkulosvården successivt. Anläggningen användes fram till 1970 för allmän lungsjukvård och långvård. Lungsjukvården inklusive undervisningen av läkarkandidater överfördes då till Umeå lasarett och Umeå universitet. Därefter bedrevs missbrukarvård och senast[när?] har huvudbyggnaden varit bostad för sommarens bärplockare.
Hällnäs sanatorium och tuberkulosens utbrott har fått många litterära skildringar, bland annat i böcker av Stina Aronson, Torgny Lindgren och Sara Lidman, där båda de två sistnämnda själva varit inlagda på sanatoriet i Hällnäs. I sanatoriet finns en fondvägg målad av Olle Blomberg 1936, föreställande flottning i Vindelälven.

## Sanatorieläkare
- Anders Aronson (1926-1928)
- Valter Karström (1929-1932)
- Gunnar Hellsing (1933-1943)
- Bengt Gustafsson (1944-1951)
- Lars-Erik Warfvinge (1951-1959)
- Lars-Gösta Wiman (1965-1970)